# Comuna Dragør
Dragør (Dragør Kommune) este o comună din regiunea Hovedstaden, Danemarca, cu o suprafață totală de 18,42 km² și o populație de 13.807 locuitori (2011).